# Federació Internacional de Periodistes
La Federació Internacional de Periodistes (FIP) és una confederació de sindicats i associacions de periodistes, la major del món. La FIP té per objecte la defensa i enfortiment de la llibertat de premsa. També promou accions en defensa de la solidaritat, la justícia social, els drets laborals, la globalització, la democràcia, els drets humans i contra la pobresa i la corrupció.
Fundada a París el 1926, va rebre un nou impuls el 1946 i va adquirir la seva forma actual el 1952. Representa uns 600.000 periodistes de més d'un centenar de països. Té la seu principal a Brussel·les (Bèlgica). La FIP proclama que “no subscriu cap opinió política” però també afirma ser “l'organització que representa als periodistes dins del moviment sindical”.
L'afiliació com a membre ple està reservada únicament als sindicats de periodistes. Altres organitzacions nacionals de periodistes que actuïn en defensa de la llibertat de premsa poden ser admeses com a membres associats. La FIP compta amb oficines regionals a Àfrica, Amèrica Llatina, Àsia Pacífic, Europa, Orient Mitjà i el nord d'Àfrica. A Europa, la Federació Europea de Periodistes inclou el Grup d'Experts de Drets Laborals i el de Drets d'Autor.
És membre fundador de l'Intercanvi Internacional per la Llibertat d'Expressió, una xarxa d'organitzacions no governamentals que vigila i promou la llibertat d'expressió i la llibertat de premsa arreu del món, denuncia les violacions i defensa a periodistes, escriptors, usuaris d'Internet i qualsevol perseguit en l'exercici del seu dret a la llibertat d'expressió. És, alhora, membre del Grup de Seguiment de Tunísia, una coalició de setze organitzacions en defensa de la llibertat d'expressió que exerceix de grup de pressió del govern de Tunísia per millorar el respecte als drets humans.